# Judith Noyons
Judith Lucia Noyons (6 augustus 1988) is een Nederlandse theater-, film- en televisieactrice.

## Biografie
Noyons studeerde in 2011 studeerde af aan de Toneelschool Arnhem. Tijdens haar studie liep ze stage bij Het Zuidelijk Toneel, Oostpool en de Toneelschuur.  In 2013 maakte ze haar entree op het witte doek en debuteerde in de speelfilm Feuten het feestje. Met deze rol brak ze door bij het grote publiek. Daarna was ze in verschillende televisieseries te zien zoals Heer en Meester, Love Hurts en Dokter Deen. Na haar studie was ze onder andere te zien bij Het Nationale Theater, Frascati en Theater Utrecht en de Toneelschuur. Bij laatstgenoemde speelde ze meerdere (hoofd)rollen: Solness (Hilde wangel) De ziekte die jeugd heet (Desiree), Don Carlos (Prinses Eboli)  en Dantons dood  (Julie en Marion). Judith spreekt vloeiend Duits en was in 2016 ook te zien in de Duitse voorstelling Nür für loser die onder andere in Oostenrijk gespeeld werd.
Naast toneel speelde Noyons ook in de televisiefilm Hoe het zo kwam dat de ramenlapper hoogtevrees kreeg.
In 2017 was ze te zien als Moon in seizoen 2 van Nieuwe Tijden. Deze rol werd in seizoen één gespeeld door Vajèn van den Bosch. Noyons besloot niet terug te keren voor seizoen drie van Nieuwe Tijden, waardoor Vajèn van den Bosch de rol weer opnieuw overneemt.
Daarnaast speelde Noyons vanaf 2017 in de serie Vaders en moeders2018 'mocro maffia' en in 2019 met een hoofdrol in de televisiefilm 'wat je vindt mag je houden'

## Film en televisie (selectie)
- 2021: Zina, Chantal
- 2017: Vaders en Moeders, Jildou
- 2017: Nieuwe Tijden, Moon
- 2016: Hoe het zo kwam dat de ramenlapper hoogtevrees kreeg, Dirkje
- 2016: 2fast4you, Samantha
- 2015: Heer & Meester
- 2014: Leven of laten leven
- 2013: Dokter Deen
- 2013: Feuten: Het Feestje
- 2012: Sky High
- 2012: Terug

## Theater (selectie)
- 2019: Revolutions, sushi - nationale theater
- 2018: 'Klabamm, Juul - Theater Sonnevanck
- 2017: The Family, Della - Theater Utrecht
- 2016: Pretpark, Alies - Toneelgroep Oostpool
- 2016: Don Carlos, Eboli - Toneelschuur Producties
- 2016: Alles (en meer) - Theater Bellevue
- 2015: Summer of '69 - Het Nationale Theater
- 2015: Disco Pigs - Frascati Amsterdam
- 2014: Robin Hood - Laagland
- 2013: Dantons Dood - Toneelschuur Producties
- 2013: De Hamletmachine
- 2012: Leonce und Lena - Het Nationale Theater
- 2012: Tabula Rasa - Generale Oost
- 2012: Solness, Hilde, Wangel - Toneelschuur
- 2011: De ziekte die jeugd heet, Desiree - Toneelschuur
- 2011: Polaroids, Nadia - Toneelschuur
- 2010: Shakespeare’s strandfeest - Het zuidelijk toneel
- 2010: Met letters zonder spikkels (eigen voorstelling gemaakt voor het Oerol Festival)
- 2010: De verschrikkelijke moeder - Oostpool
- 2009: Heisses Wasser für Alle - Generale oost